# Montecristo (sigaar)

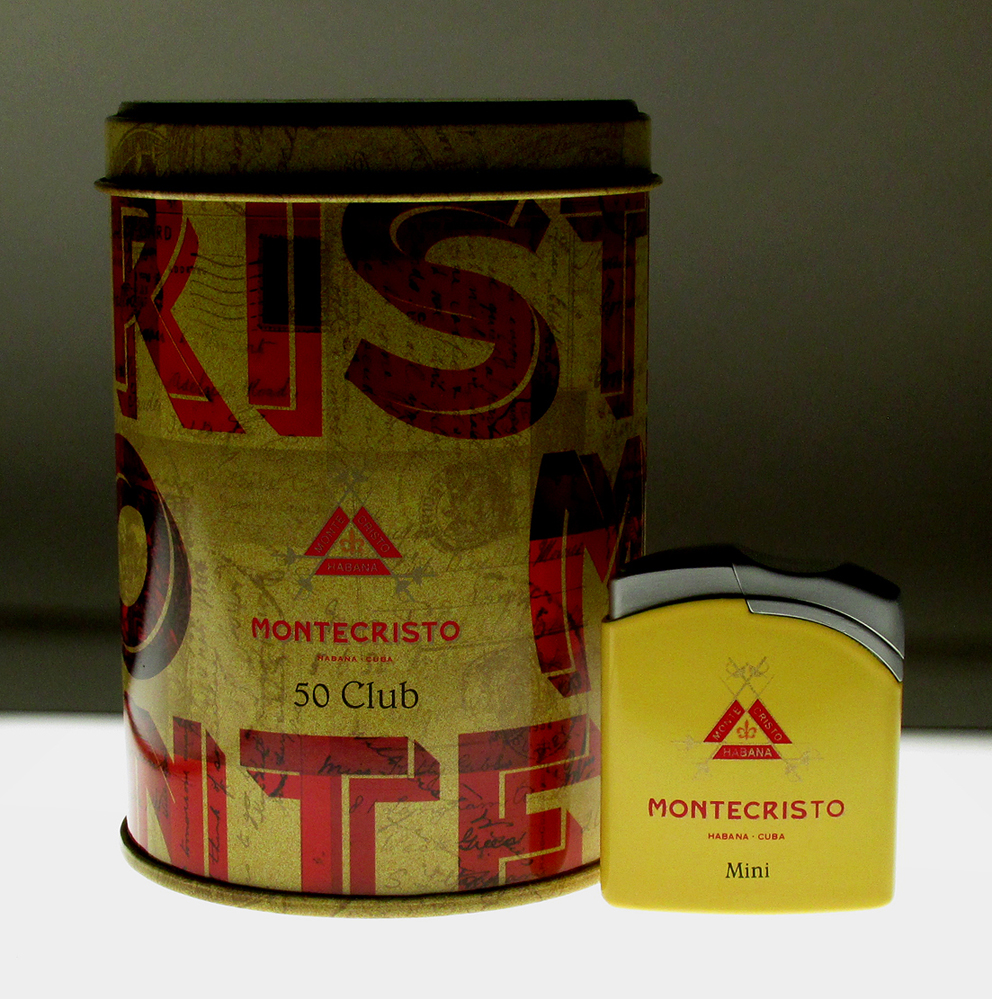
Montecristo Club.

De Montecristo is een Cubaanse sigaar, die van alle Cubaanse sigaren het meest verkocht wordt.
Montecristo-sigaren zijn voor Cubanen relatief licht, maar hebben een karakteristiek aroma, dat ondanks de ietwat scherpe bijsmaak in het algemeen mild blijft. Ze zijn in 9 formaten verkrijgbaar, en bestaan al sinds de jaren dertig. Het dekblad is van het Colorado-type, en doorgaans donker. Qua kwaliteit behoren ze tot de beste, en bekleedden de 'beste havanna'-status tot de komst van de Cohiba.
Van alle handgemaakte sigaren zijn Montecristo's misschien wel het beroemdst.